# 阴阜
阴阜（日语：恥丘），在女性中也稱维纳斯丘（mons Venus或mons veneris），是哺乳動物在恥骨上方的脂肪組織，在下腹部恥骨聯合的前面。阴阜的體積隨荷爾蒙（主要是雌激素）和體脂肪的多少而異。青春期後阴阜上會長有陰毛，且女性阴阜會擴大。
女性的阴阜是陰戶外前方的部份，往下延伸分出大陰唇的縱向縫隙（陰裂），周圍有小陰唇、陰蒂、尿道口、陰道口及其他陰道前庭的構成部份。阴阜的脂肪組織對雌激素敏感，因此在青春期時阴阜會略為隆起，使得陰唇遠離恥骨。在更年期時因荷爾蒙的變化，阴阜也會萎縮。

## 圖片

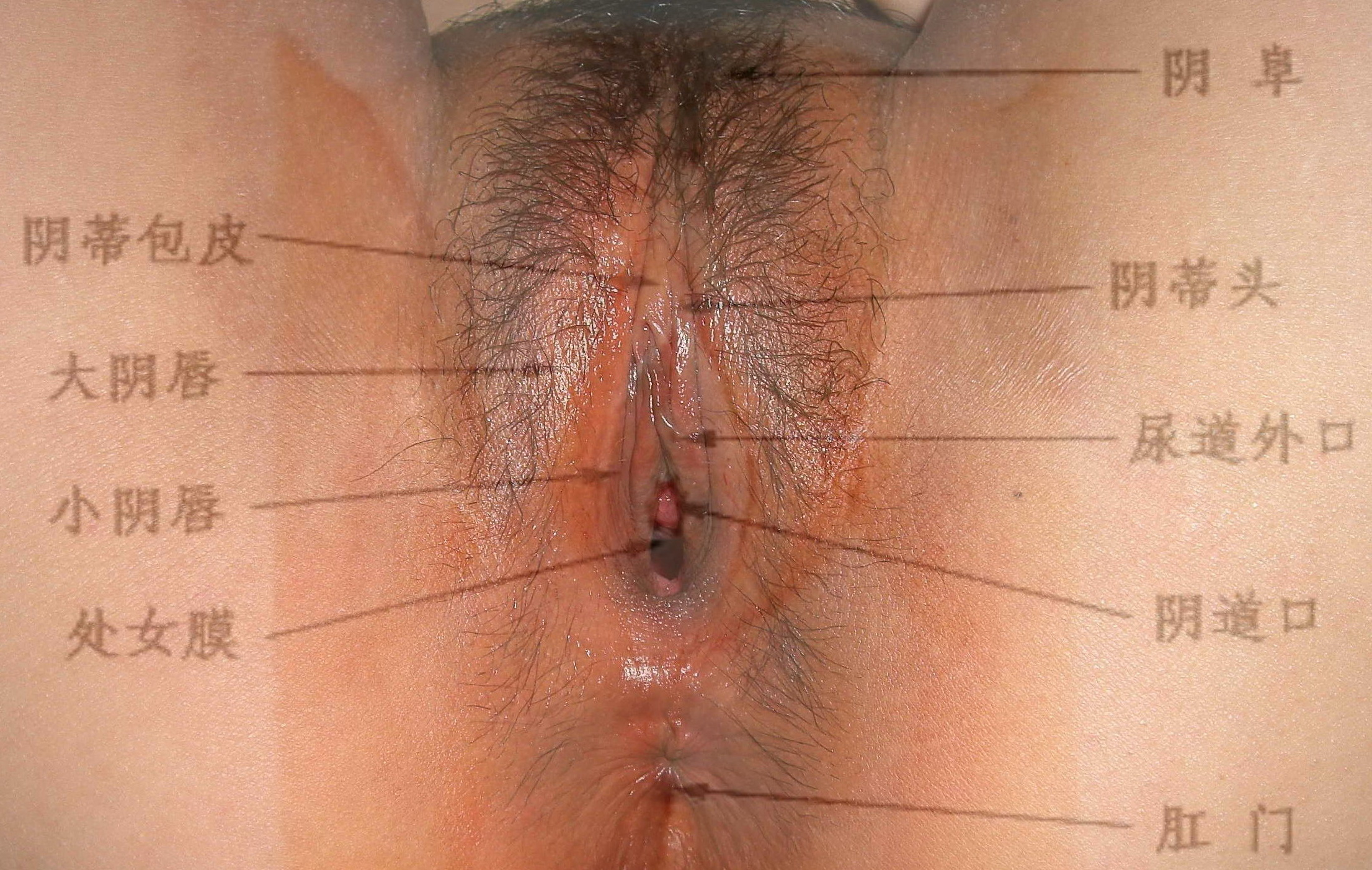
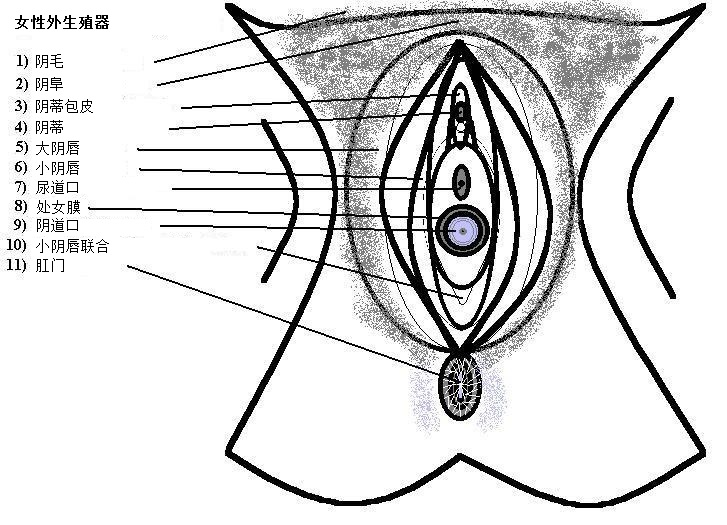
女性外陰
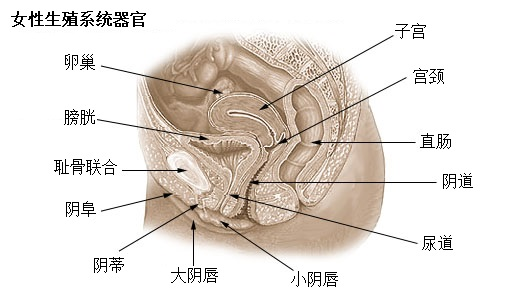
女性生殖系統

## 外部連結
- 人体解剖学在线（Human Anatomy Online）网站上的相关图片：41:02-0102 - "The Female Perineum: The Vulva"